# Dinochloa sipitangensis
Dinochloa sipitangensis är en gräsart som beskrevs av Soejatmi Dransfield. Dinochloa sipitangensis ingår i släktet Dinochloa och familjen gräs. Inga underarter finns listade i Catalogue of Life.